# ألين هالي
ألين هالي هو سياسي كندي، ولد في 31 يناير 1844، وتوفي في 23 أبريل 1900. حزبياً، نشط في الحزب الليبرالي الكندي والحزب الليبرالي في نوفا سكوشا ‏. وقد انتخب عضو مجلس نواب نوفا سكوتيا وانتخب عضو مجلس العموم الكندي.